# Sidi Bouzid
Sidi Bouzid (en árabe: سيدي بوزيد Sīdī Bū Zīd o Sidi Bou Zid o Sīdī Bū Zayd,) es una localidad de Túnez, capital de la gobernación homónima, en el centro del país. 
En diciembre de 2010 fue uno de los principales orígenes de la crisis política de Túnez de 2010-2011, uno de cuyos nombres es Intifada de Sidi Bouzid, pues en esta localidad se inmoló a lo bonzo Mohamed Bouazizi, dando origen a las protestas que, posteriormente, se extendieron a toda la franja norte de África.